# El alma del bandoneón
El alma de bandoneón es una película argentina en blanco y negro dirigida por Mario Soffici que fue estrenada el 20 de febrero de 1935. Sus principales protagonistas fueron Libertad Lamarque, Santiago Arrieta, Domingo Sapelli y Dora Davis. En su transcurso se ejecuta por vez primera en el cine el tango Cambalache de Enrique Santos Discépolo.

## Sinopsis
Un hombre rico de campo envía a su hijo a la ciudad para estudiar y el muchacho se dedica a otra cosa, segura influencia de M´hijo el dotor, de Florencio Sánchez. El estanciero se opone a que el hijo tenga relaciones con el tango y con sus cultores a pesar de que su mayor aspiración es ser compositor. Nace entonces su relación romántica con una muchacha que quiere triunfar en el canto. La pareja pasa por enormes sacrificios y renunciamiento y debe atravesar, entre otros trances dramáticos, la muerte de una hijita de dos años y medio y el asedio de un exnovio de la protagonista, un villano que quiere ponerse serio pero no puede, al menos visto desde las perspectiva actual.

## Escenas a destacar
La radio y sus figuras populares así como sus oyentes son uno de los temas de este filme. Una de sus más logradas secuencias se desarrolla cuando el cantor interpreta el tango Cambalache y el objetivo recorre las paredes y los sillones colmados del estudio de radio desde donde se transmite, para encontrarse finalmente con las caras absortas de quienes en sus casas, frente al receptor, parecen ilustrar la letra de Discèpolo.
Gogó Andreu hace una fugaz aparición en el papel de botones.

## Reparto
- Libertad Lamarque ...Elda
- Santiago Arrieta ...Fabián
- Domingo Sapelli ...don Julián
- Dora Davis ...Calandria
- Pepita Muñoz ...doña Marta
- Enrique Serrano ...Enrique
- Ernesto Famá
- Charlo ...cantante
- Héctor Calcaño ...Meneco
- Francisco Lomuto
- Miguel Gómez Bao
- Gogó Andreu ...botones
- Dringue Farías ...Chofer de Fabián

## Crítica
Manrupe y Portela comentaron sobre esta película:

”La opera prima de Soffici al servicio de Lamarque, y con dignidad para manejar los medios puestos a su alcance y mostrar exteriores ajenos a la trama. Para la historia: tango en el Colón con 100 bandoneones en escena.

Miguel P. Tato (Néstor), el crítico de El Mundo alabó la fotografía de la película en estos términos:

“esas excelentes vistas exteriores del campo criollo y la ciudad porteña: esa tranquilidad carretera a la luz de la luna, y esas agitadas avenidas a pleno sol con unos cielos magníficos, estupendos, que se ganan el mejor elogio para su fotógrafo, Francis Boeniger. Bellísimas escenas que no tienen otro defecto que el de ser escasas”